# Pa Tio Tio Gap
Pa Tio Tio Gap är ett bergspass i Antarktis. Det ligger i Östantarktis. Nya Zeeland gör anspråk på området. Pa Tio Tio Gap ligger 1 000 meter över havet.
Terrängen runt Pa Tio Tio Gap är varierad. Trakten är obefolkad. Det finns inga samhällen i närheten.